# 大塚馨
大塚 馨（おおつか かおり、1968年4月12日 - ）は、日本の映画プロデューサー。

## 人物
東京都杉並区出身。マーケティング・コンサルティング会社勤務を経て、映画・映像制作会社を設立。

## 作品

### 映画
- Departure（2001年、監督：中川陽介）
サンダンス映画祭最優秀脚本賞、ベルリン映画祭正式招待作品
- 真昼ノ星空（2005年、監督：中川陽介、主演：鈴木京香 / ワン・リ―ホン）
ベルリン映画祭正式招待作品、ドイツ映画連盟特別賞受賞
- FIRE（2006年、監督：中川陽介）
- 心中天使（2010年、監督：一尾直樹、主演：尾野真千子 / 郭智博）
- リトル・マエストラ（2012年、監督：雑賀俊郎、主演：有村架純）
上海国際映画祭正式招待作品。
- ドキュメンタリー映画 無知の知（2014年、監督：石田朝也、出演：菅直人 / 福山哲朗 / 班目春樹）
共同・平和ジャーナリスト基金・奨励賞受賞
- 太陽の蓋（2016年、監督：佐藤太、主演：北村有起哉 / 三田村邦彦 / 中村ゆり）
モントリオール国際映画祭正式招待作品。

### WEBシネマ
- 香港バタフライ（2005年）
- 英語の女（2005年）
- Sea of Dreams 東京ディズニーシー5周年Webシネマ（2006年）
- TOKYO PROM QUEEN（2008年）

## 参考資料
- 原発エンターテインメント映画に込めた「事故を忘れてよいのか？」という問い - 朝日新聞社ジャーナリズム 2017年3月号